# Capparis buwaldae
Capparis buwaldae là một loài thực vật có hoa trong họ Capparaceae. Loài này được M.Jacobs mô tả khoa học đầu tiên năm 1960.